# Líquido cristalino
Polímero de Cristal Líquido (LCP) es un material polímero termoplástico con propiedades físicas y estructurales únicas. Este material demuestra un rendimiento excepcional respecto a las propiedades eléctricas, térmicas, mecánicas y químicas. La característica que hace distinto los cristales líquidos es su estado. El estado líquido cristalino es la tendencia de las moléculas (mesógenos) para alinearse a lo largo de un eje común, llamado el director. Cosa que en el caso de las moléculas en la fase líquida estas no tienen orden intrínseco y en el estado sólido, las moléculas están altamente ordenadas y tienen poca libertad de traslación. El orden de orientación del estado de cristal líquido oscila entre la ordenación de la fase sólida y líquida. Este estado es comúnmente nombrado como estado mesogénico.)

## Historia
El botánico austriaco, Friedrich Reinitzer, comenzó un estudio de los cristales líquidos en 1888 observando un material conocido como benzoato de colesteril el cual tenía dos puntos de fusión distintos. En sus experimentos observó el cambio que se producía al aumentar la temperatura en una muestra sólida y esta cambiaba de estado a uno líquido turbio. A medida que la temperatura iba aumentando este cambiaba. Se le suele atribuir el descubrimiento de una nueva fase de la materia. 

## Estructura
Los cristales líquidos son materiales anisótropos, y las propiedades físicas del sistema varían de acuerdo con la alineación de la media con el director. Si la alineación es grande, el material es muy anisotrópico. Del mismo modo, si la alineación es pequeña, el material es casi isotrópico.
Para cuantificar lo ordenadas que están las moléculas de un material, se define un parámetro de orden (S).  S= (1/2) < 3cos2ϴ-1>.  Donde ϴ es el ángulo entre el director y el eje longitudinal de cada molécula. En un líquido isotrópico, la media de los términos de coseno es cero, y por lo tanto el parámetro de orden es igual a cero. Para un cristal perfecto, el parámetro de orden se evalúa como una. Los valores típicos para el parámetro de orden de una gama de cristal líquido entre 0,3 y 0,9, con el valor exacto en función de la temperatura, como resultado del movimiento cinético molecular.

## Fases de los estados líquidos cristalinos
El estado de cristal líquido es una fase distinta de la materia observada entre el estado cristalino (sólido)  y el isotrópico (líquido). Hay muchos tipos de estados de cristal líquido, dependiendo de la cantidad de orden en el material.La mayoría de los cristales líquidos muestran polimorfismo (más de una fase en el estado líquido cristalino). Se usa el término mesofase para denominar a las subfases de estos materiales. Estos se clasifican según la cantidad de orden de la muestra ya sea mediante la imposición de orden o permitiendo cierta traslación. Hay diversos tipos:
Fase nemática: Esta fase se caracteriza porque las moléculas no tienen un orden posicional pero tienden a apuntar hacia una misma dirección. 
Fase esmética: En esta las moléculas un orden transicional que no está presente en el anterior. Estas mantienen el orden general de la fase nemática pero también tienden a alinearse en capas o planos. El movimiento de las moléculas se limita dentro de estos planos. El hecho de que sea más ordenado significa que es más sólido que en la fase nemática. 
Fase colestérica: Sigue mismo orden que las nemáticas pero también contienen un centro quiral que produce fuerzas intermoleculares que produce una alineación entre las moléculas en un ligero ángulo entre sí, cosa que conduce a la formación de una estructura en capa 2D. 
Fase columnar: Esta es distinta a las anteriores ya que se organiza en columnas apiladas de moléculas. Juntas para forman una matriz cristalina bidimensional. El orden de las moléculas dentro de las columnas y colocación de las propias columnas conduce a nuevas mesofases.

## Aplicaciones
La tecnología de cristal líquido ha sido muy importante en muchas áreas de la ciencia y la ingeniería.
 Pantallas de cristal líquido: La aplicación más común de la tecnología de cristal líquido es pantallas de cristal líquido ( LCDs).
Termómetros de cristal líquido: Las aplicaciones más importantes y prácticas se han desarrollado en áreas tan diversas como la medicina y la electrónica. Dispositivos de cristal líquido especiales se pueden unir a la piel para mostrar un "mapa " de las temperaturas. Esto es útil porque a menudo problemas físicos, tales como tumores, tienen una temperatura diferente que el tejido circundante.
Otras aplicaciones de cristal líquido: Se utilizan para pruebas mecánicas de materiales de bajo estrés. Esta técnica también se utiliza para la visualización de RF ( frecuencia de radio ) en guías de ondas de las ondas .